# Dimos Antiparos
Dimos Antiparos (Antiparos) är en kommun i Grekland.   Den ligger i prefekturen Kykladerna och regionen Sydegeiska öarna, i den sydöstra delen av landet, 160 km sydost om huvudstaden Aten. Antalet invånare är 1 011. Dimos Antiparos ligger på ön Antiparos.